# Понтіанак
Понтіа́нак (індонез. Kota Pontianak) — місто в Індонезії, на острові Калімантан. Є адміністративним центром провінції Західний Калімантан.

## Географія
Займає територію 107,82 км² в дельті річки Капуас, майже точно на екваторі.

### Клімат
Місто знаходиться у зоні, котра характеризується вологим тропічним кліматом. Найтепліший місяць — квітень із середньою температурою 27.8 °C (82 °F). Найхолодніший місяць — січень, із середньою температурою 26.7 °С (80 °F).
| Клімат Понтіанака       | Клімат Понтіанака | Клімат Понтіанака | Клімат Понтіанака | Клімат Понтіанака | Клімат Понтіанака | Клімат Понтіанака | Клімат Понтіанака | Клімат Понтіанака | Клімат Понтіанака | Клімат Понтіанака | Клімат Понтіанака | Клімат Понтіанака | Клімат Понтіанака |
| Показник                | Січ.              | Лют.              | Бер.              | Квіт.             | Трав.             | Черв.             | Лип.              | Серп.             | Вер.              | Жовт.             | Лист.             | Груд.             | Рік               |
| Абсолютний максимум, °C | 37                | 38                | 37                | 38                | 37                | 38                | 33                | 37                | 37                | 40                | 37                | 37                | 40                |
| Середній максимум, °C   | 30                | 30                | 30                | 30                | 31                | 31                | 30                | 31                | 30                | 30                | 29                | 29                | 30                |
| Середня температура, °C | 26                | 27                | 27                | 27                | 27                | 27                | 27                | 27                | 27                | 27                | 27                | 26                | 27                |
| Середній мінімум, °C    | 23                | 23                | 23                | 24                | 24                | 23                | 23                | 23                | 23                | 23                | 23                | 23                | 23                |
| Абсолютний мінімум, °C  | 18                | 17                | 21                | 21                | 20                | 20                | 20                | 21                | 21                | 21                | 21                | 20                | 17                |
| Норма опадів, мм        | 270               | 210               | 240               | 270               | 270               | 220               | 170               | 200               | 240               | 350               | 380               | 320               | 3210              |
| ----------------------- | ----------------- | ----------------- | ----------------- | ----------------- | ----------------- | ----------------- | ----------------- | ----------------- | ----------------- | ----------------- | ----------------- | ----------------- | ----------------- |
| Джерело: Weatherbase    |                   |                   |                   |                   |                   |                   |                   |                   |                   |                   |                   |                   |                   |

## Населення
Населення міста за даними на 2010 рік складало 554 764 осіб. Етнічні групи: китайці (31,2 %), малайці (26,1 %), буги (13,1 %), яванці (11,7 %), мадурці (6,4 %), даяки тощо. Іслам сповідують 75,4 % мешканців, буддизм — 12 %, католицизм — 6,1 %, протестантство — 5 %, конфуціанство — 1,3 %, індуїзм — 0,1 %.
Більшість населення використовує малайську вимову індонезійської, місцеві китайці — діалект чаошань та мову хакка.

## Економіка
Розвинуто суднобудування, виробництво натурального каучуку, пальмової олії, цукру, тютюну, рису і перця. Понтіанак є важливим торгівельним центром регіону, особливо тісні торговельні стосунки із малайським Кучингом. Раніше місто було великим центром видобування золота на Калімантані.

## Галерея

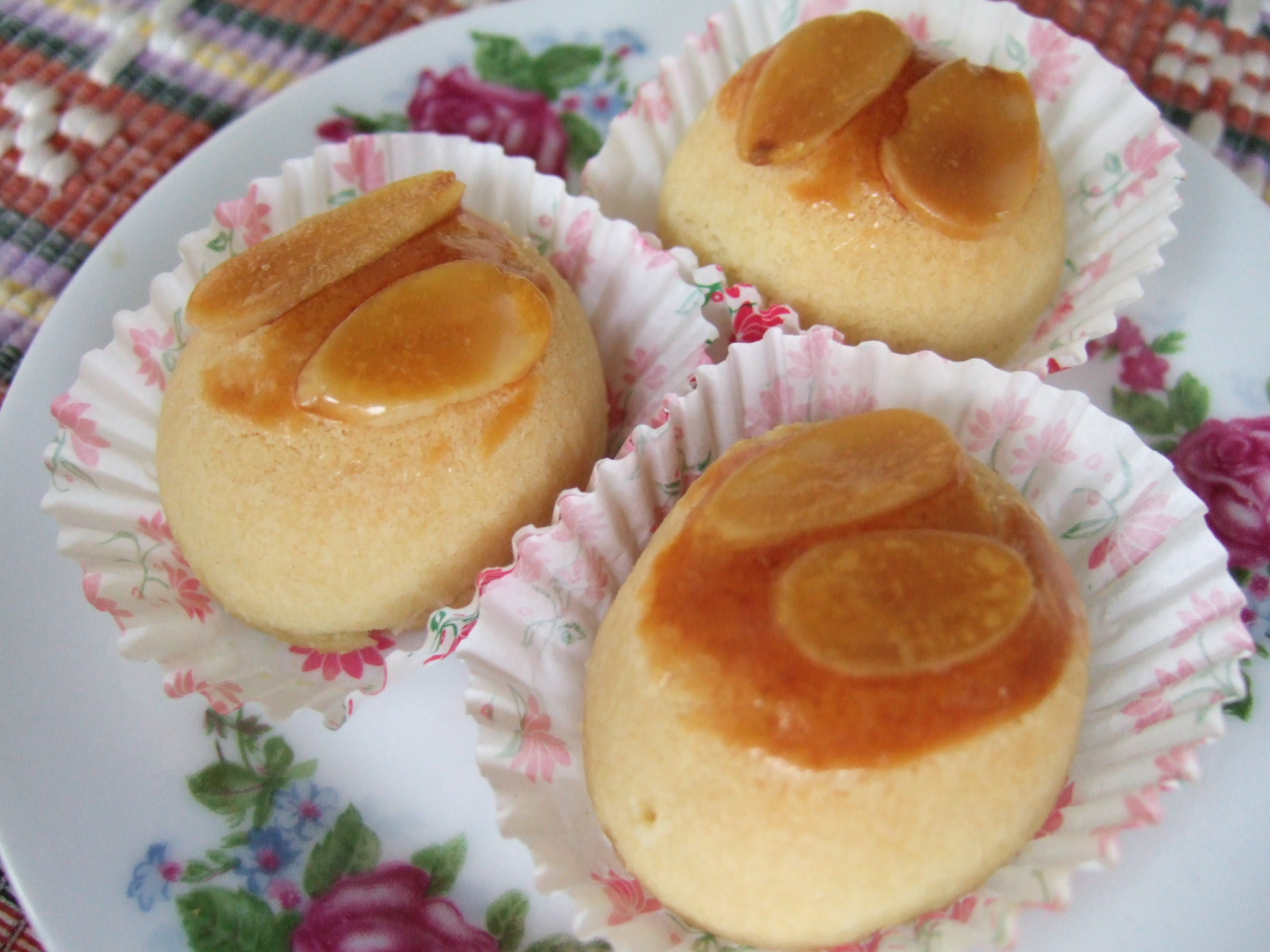
Печиво з дуріана

## Міста-побратими
- Кучинг, Малайзія
- Батангас, Філіппіни